# Gustaph
Stef Caers også professionelt kendt som Gustaph (stiliseret som GVSTΛPH) (født 5. juli 1980) er en belgiesk sanger. Han har repræsenteret Belgien i Eurovision Song Contest 2023 med sangen "Because of You" og fik en 7 plads i Finalen med 182. point.